# Libellus de arte coquinaria
Le Libellus de arte coquinario (Petit Traité d'art culinaire) est un court ouvrage écrit au XIIIe siècle par un auteur inconnu. Il est rédigé en danois, mais le titre et les intertitres sont en latin. Il présente vingt-cinq recettes de cuisine. Il est connu par deux manuscrits (codex K et codex Q) de la Bibliothèque royale de Copenhague, datant de 1300 environ.